# Abdijkerk Rolduc
De Abdijkerk Rolduc is een kerkgebouw in de Nederlands Limburgse stad Kerkrade. De romaanse abdijkerk is onderdeel van de Abdij Rolduc. De abdijkerk diende enige tijd als grafkerk voor de hertogen van Limburg en is vooral vanwege de aanwezige bouwsculptuur een belangrijk voorbeeld van Maaslandse kunst.

## Geschiedenis

### Abdijstichting en bouwgeschiedenis kerk
In 1104 werd in het Land van Rode, in het dal van het riviertje de Worm, een abdij gesticht, waar zich korte tijd later Augustijner koorheren (kanunniken) vestigden. De abdijkerk was oorspronkelijk toegewijd aan Onze Lieve Vrouw en de heilige aartsengel Gabriël.
De huidige kerk stamt grotendeels uit de beginperiode van de abdij. In 1108 werd de crypte gewijd, maar vanaf 1111 stokte de bouw bijna 20 jaar door een conflict tussen de kloosterstichter Ailbertus van Antoing en de eerste abt, Richerus van Reitenbach. Vanaf 1130 vorderde de bouw weer en verrees boven de crypte het koor, het schip en wellicht ook al een deel van het westwerk en de toren. In 1138 kon het transept worden overwelfd. Onder abt Erpo begon men in 1143 de kerk westwaarts met drie traveeën te vergroten en in 1153 kon het dak worden voltooid. De westbouw dateert grotendeels uit de tweede helft van de 12e eeuw. In de vroege 13e eeuw werd de crypte naar het westen toe uitgebreid, waarna in 1224 de kerk opnieuw werd ingezegend.
De gehele bouwcampagne geschiedde, volgens de Annales, "scemate longobardino" (op Lombardische wijze). Opvallende parallellen tussen Rolduc en enkele Noord-Italiaanse kerken zijn onder andere door de Nederlandse kunsthistorica Elizabeth den Hartog opgemerkt. Zo is er een sterke overeenkomst tussen een basement met een zeemeermin in de zuidelijke zijbeuk van Rolduc, en een kapiteel in Tremezzo. Op een ander Rolducs basement komen griffioenen voor, die in de staart van draken bijten; een thema dat ook in de kerk van San Fedele in Como en de basiliek van Sant'Ambrogio in Milaan voorkomt. Een derde basement toont twee leeuwen met zeer lange nekken, die ook te zien zijn in de kerk van San Michele in Pavia. Voor de figuratieve kapitelen in de crypte van Rolduc zijn moeilijk parallellen te vinden, maar de basementen, met twee leeuwen, een basilisk en een gehoefd dier, zijn weer duidelijk gebaseerd op Italiaanse voorbeelden. Volgens Den Hartog is het niet onmogelijk dat Italiaanse werklieden, net als in Spiers, aan de kerk van Rolduc meegebouwd hebben.
In 1574 (of 1580) ontstond er brandschade aan de kerk en in 1586 werd de nieuwe kapconstructie van het schip voltooid. In 1624 vond opnieuw ingrijpend herstel plaats. Rond deze tijd werd ook de bovenste geleding van de toren gebouwd. In 1668 kwam de torenspits met lantaarn gereed.

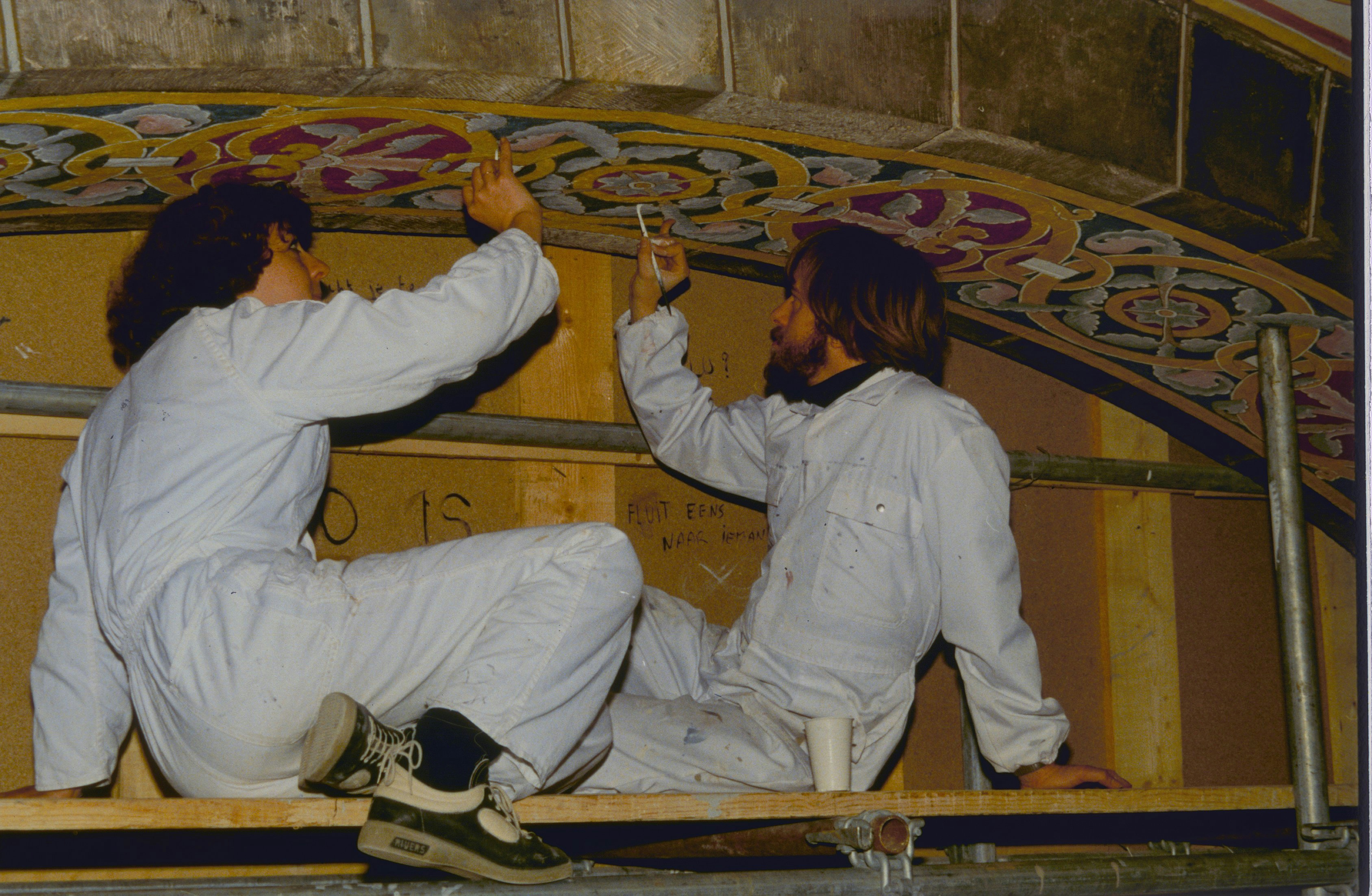
Restauratiewerkzaamheden (1980)

### Herbestemming en restauraties
In 1797 werd de abdij opgeheven, waarna de kerk achtereenvolgens dienst als seminariekerk van het kleinseminarie van het bisdom Luik (1831-1840), internaatskerk (1843-1946) en daarna weer seminariekerk van het kleinseminarie (1946-1971) en het grootseminarie van het bisdom Roermond (1974-heden).
In 1853 en van 1891 tot 1902 werd de kerk ingrijpend gerestaureerd onder leiding van de bekende Roermondse architect Pierre Cuypers. Bij de tweede restauratie werd onder andere het laatgotische priesterkoor afgebroken en vervangen door een reconstructie van het oorspronkelijke romaanse koor. Een eveneens neoromaanse kloostergang uit 1896 verbindt de abtenvleugel met de Morettivleugel, achter de zuiderzijbeuk van de kerk langs. Het gehele interieur werd rond 1900 voorzien van wand- en gewelfschilderingen, vervaardigd door de Akense kanunnik M. Goebels.
In 1931-32 vond een restauratie plaats van de westbouw en de gewelven. Deze waren ontzet door mijnschade. In 1962 herstelde men wederom de toren en eind jaren zeventig, begin jaren tachtig werd het interieur van de kerk en crypte gerestaureerd. Sinds 1967 is de abdijkerk een rijksmonument.

## Beschrijving kerk

### Exterieur kerk en kloostergang
De georiënteerde romaanse abdijkerk is een kruisbasiliek en bestaat uit een driebeukig schip in basilicale opstand, een transept, twee pseudotransepten, een rond gesloten klaverbladvormig koor en een crypte. Het westwerk is hoogopgaand met een centrale, rechthoekige toren, die een barokke spits met lantaarn draagt. Zowel het koor als de kloostergang zijn neoromaans.

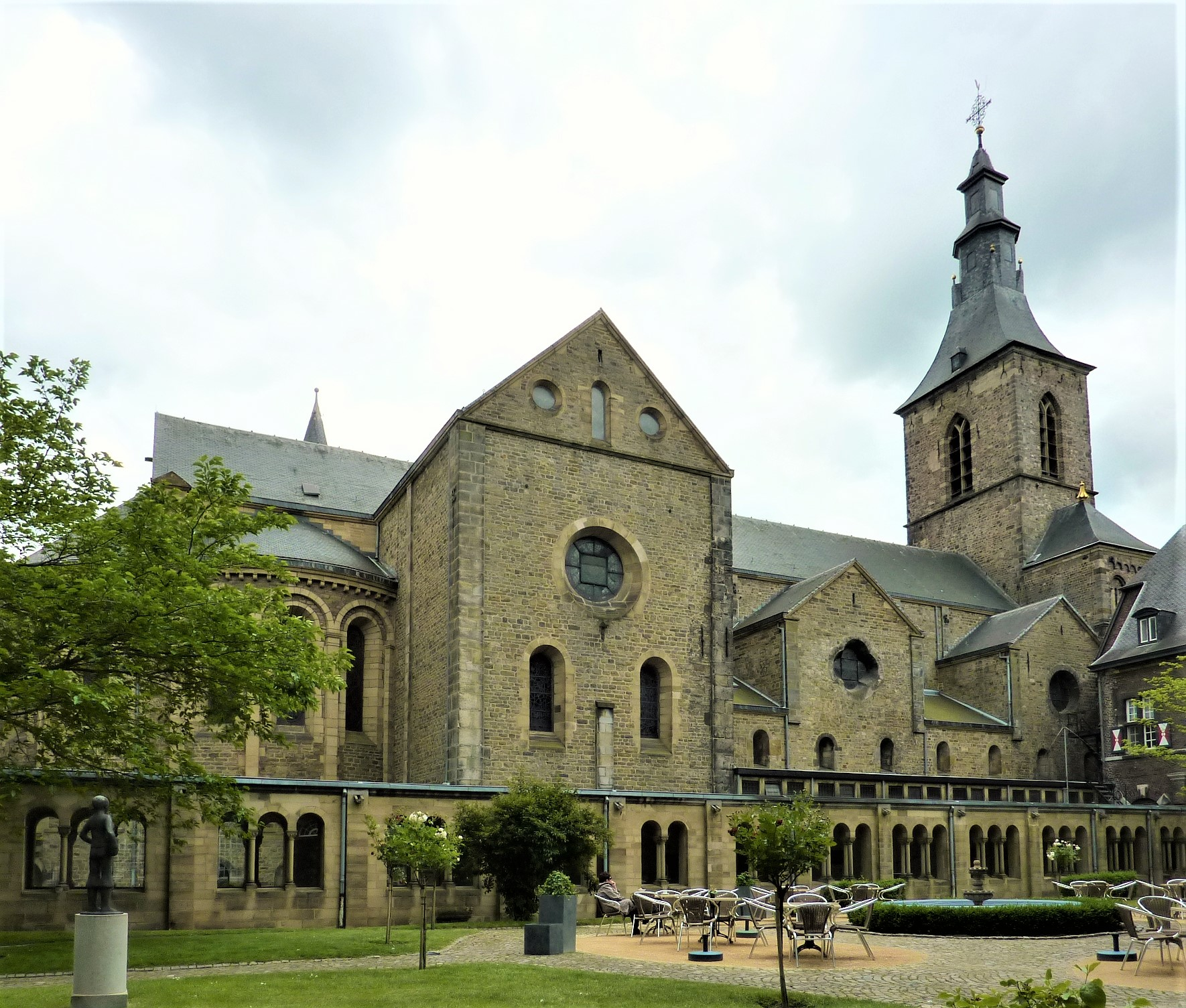
Kerk vanuit het zuidoosten
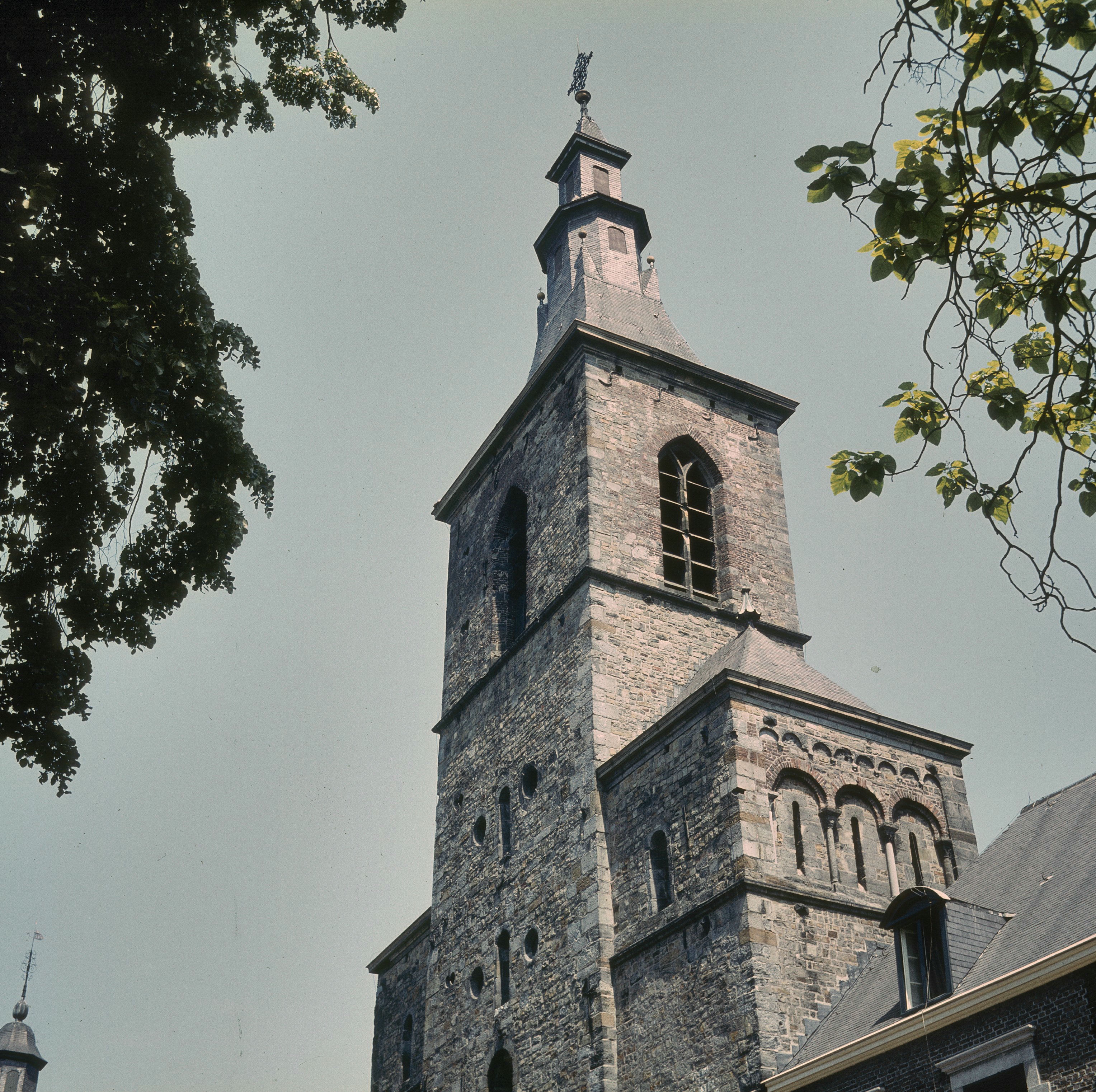
Westwerk en toren
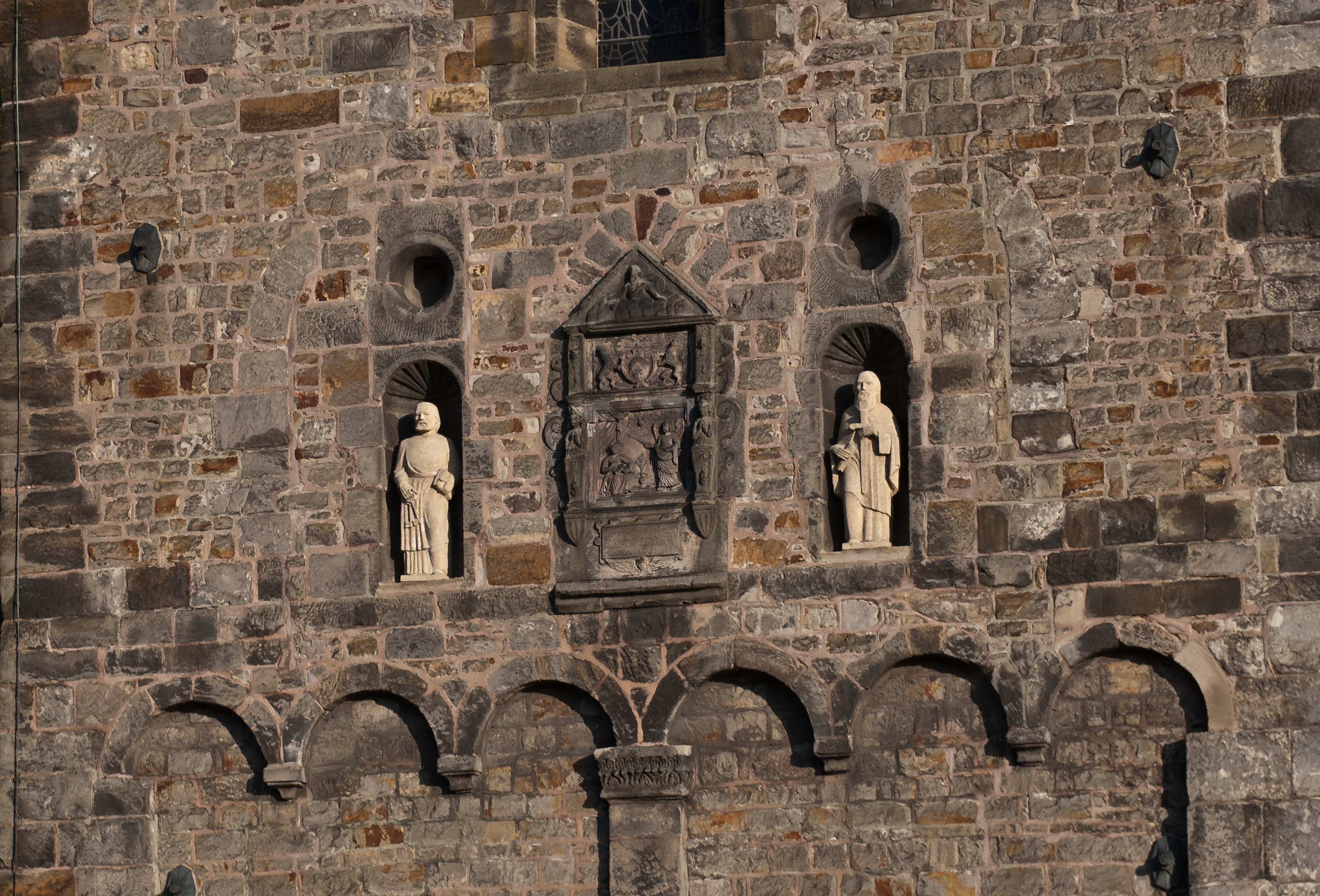
Detail westfaçade
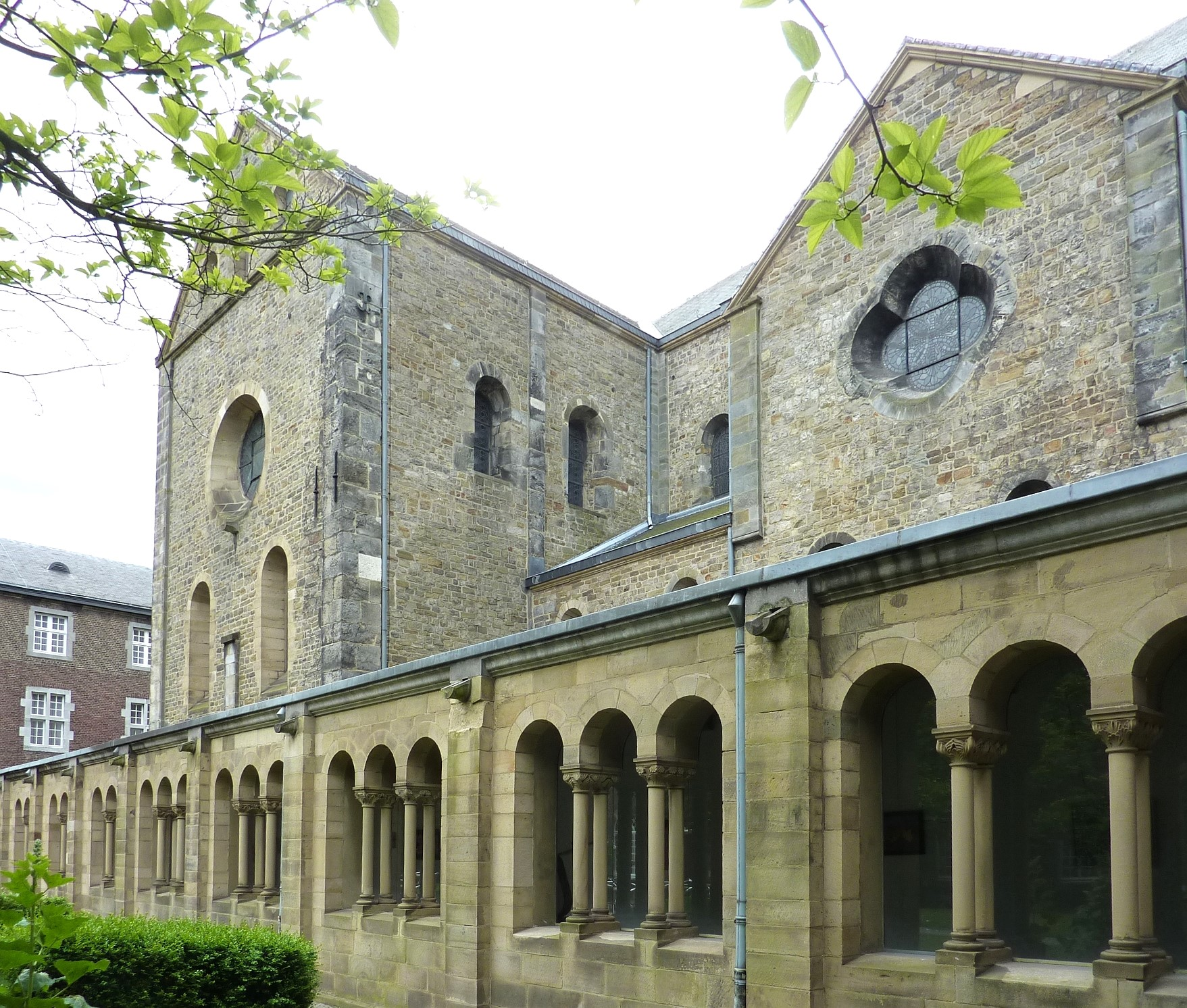
Kloostergang

### Interieur kerk
De zijbeuken worden van het schip gescheiden door middel van zware, vierkante pijlers. Ter hoogte van de eerste en de derde travee van het middenschip zijn de zijbeuken uitgebouwd tot pseudotransepten met dwarse tongewelven. Bijzonder aan het interieur is de rijkdom en variatie van het beeldhouwwerk van de romaanse kapitelen en basementen. In de zuidelijke zijbeuk bevinden zich de drie eerder beschreven, bijzondere basementen. Verder zijn er veel oude grafzerken in de kerk aanwezig. Een groot deel van de kerkinrichting, inclusief de kleurige vloermozaïeken, de muur- en gewelfschilderingen en de glas-in-loodramen dateren uit eind 19e en begin 20e eeuw.

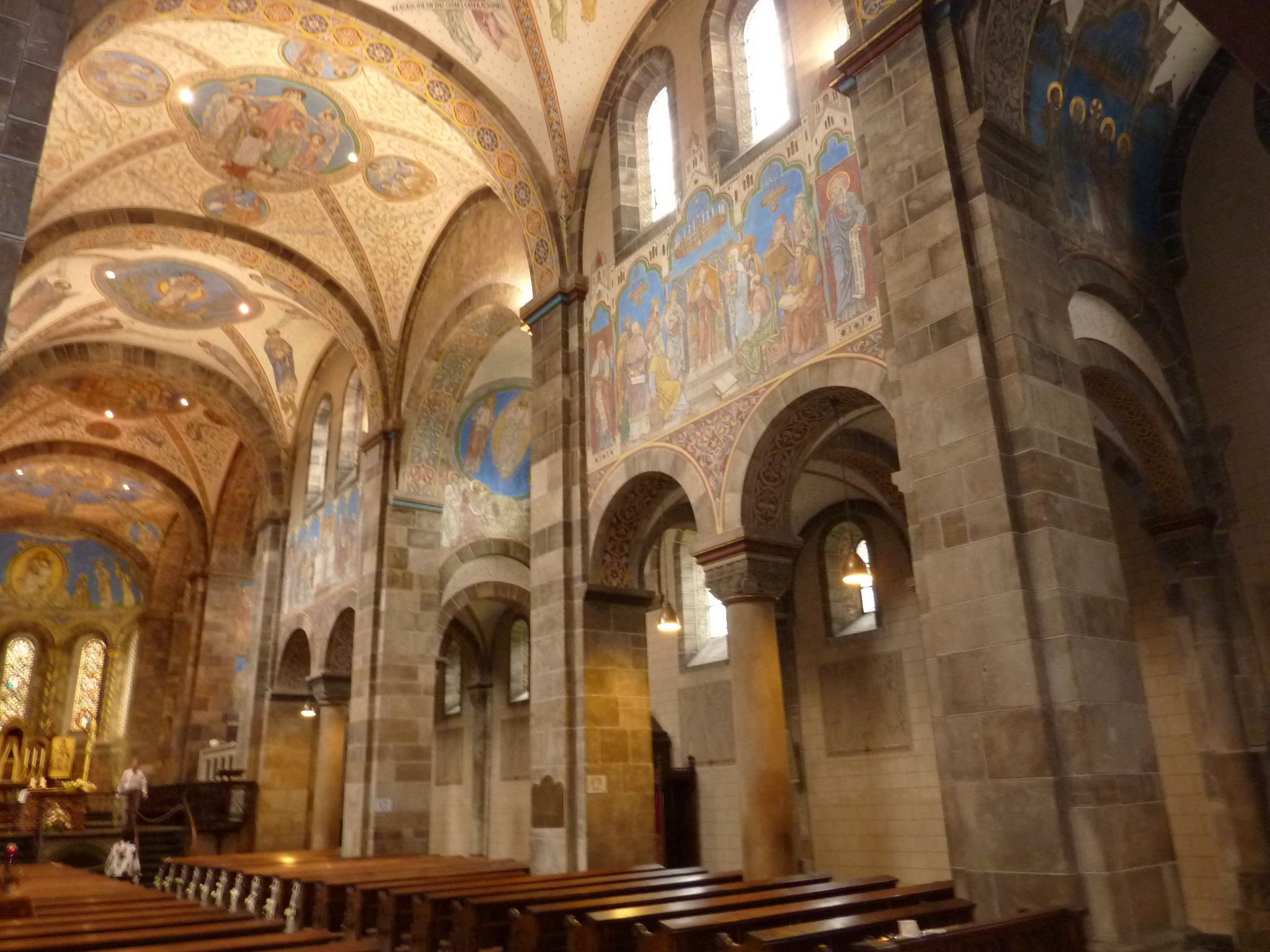
Interieur naar het oosten
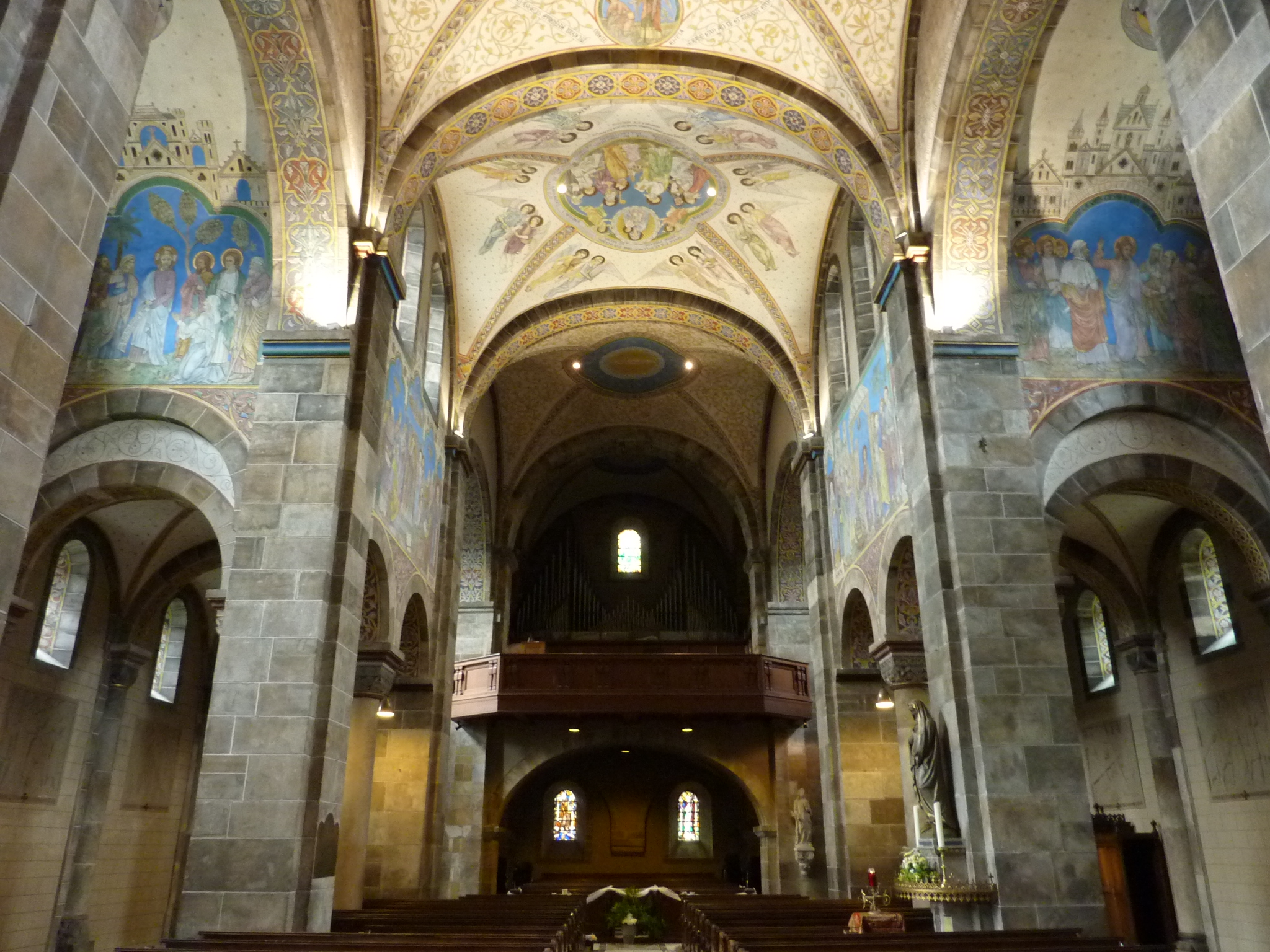
Interieur naar het westen
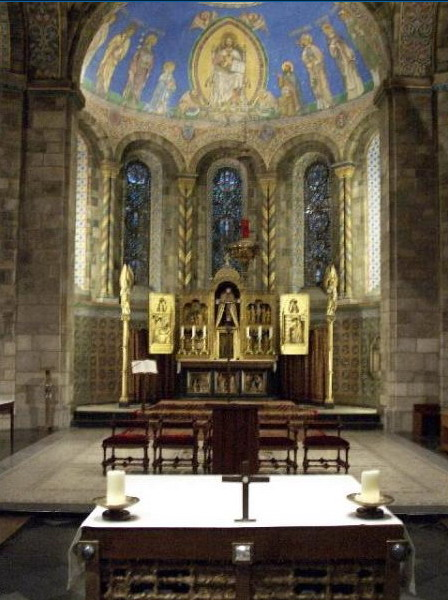
Neoromaans priesterkoor
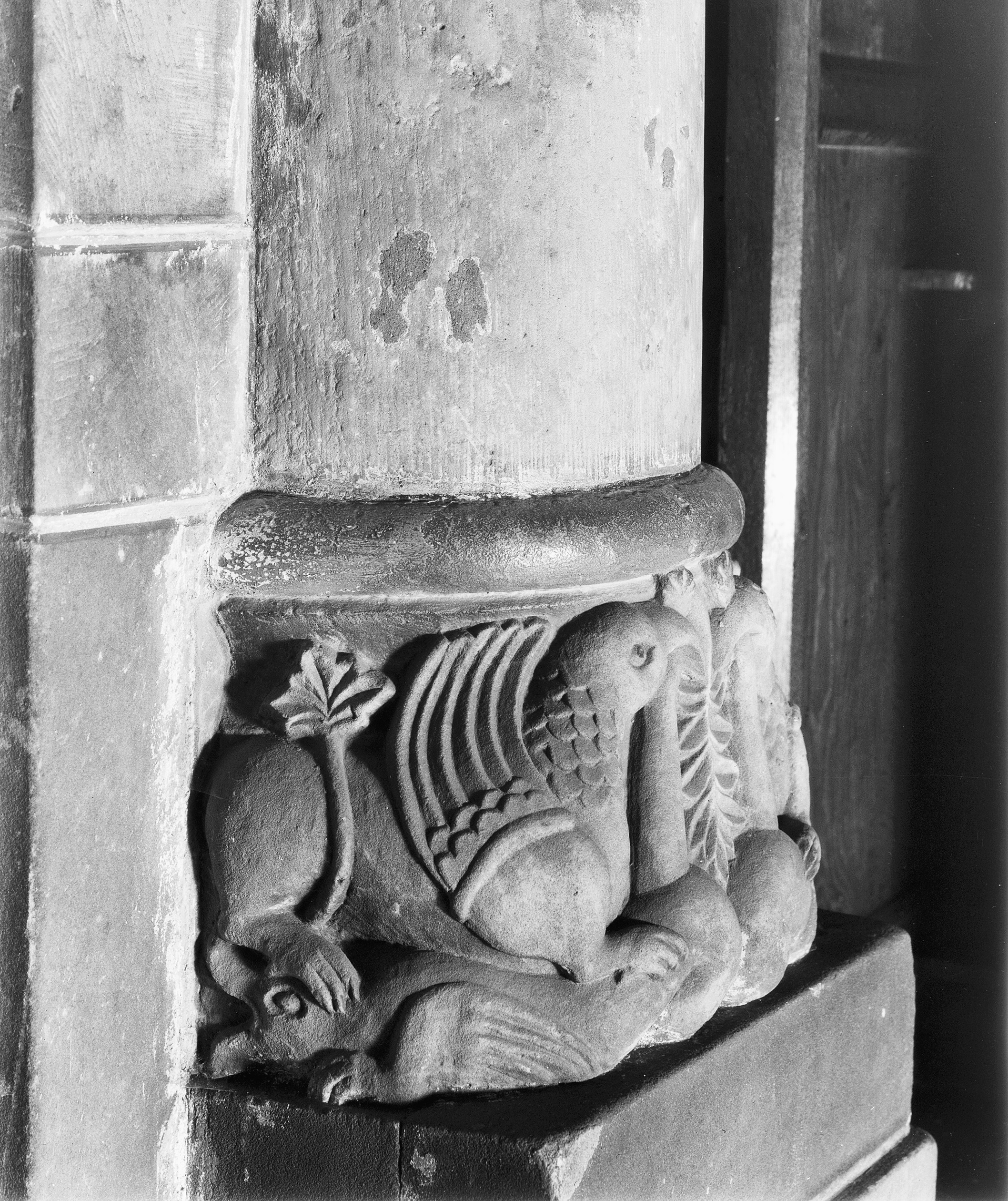
Basement in zijbeuk

### Crypte en grafmonumenten
De crypte van de kerk is beroemd vanwege de 12e-eeuwse gebeeldhouwde kapitelen, die tot de hoogtepunten van de Maaslandse kunst gerekend worden. Vier zuilen hebben basementen in de vorm van dierlijke monsters. De kapitelen en basementen (deels ook die in de kerk zelf) worden toegeschreven aan het zogenaamde Heimo-atelier, een Maaslands atelier van steenbeeldhouwers met Noord-Italiaanse wortels. Ook de romaanse zuilen zelf, soms spiraalvormig of met zigzagmotieven versierd, zijn bijzonder. In de crypte bevindt zich de neoromaanse sarcofaag van de stichter van de abdij, Ailbertus van Antoing. Ook elders in de kerk bevinden zich grafmonumenten van abten. Van de middeleeuwse graftombes van de hertogen van Limburg is niets meer over. De gebeeldhouwde grafzerk van Walram III van Limburg dateert uit 1715.

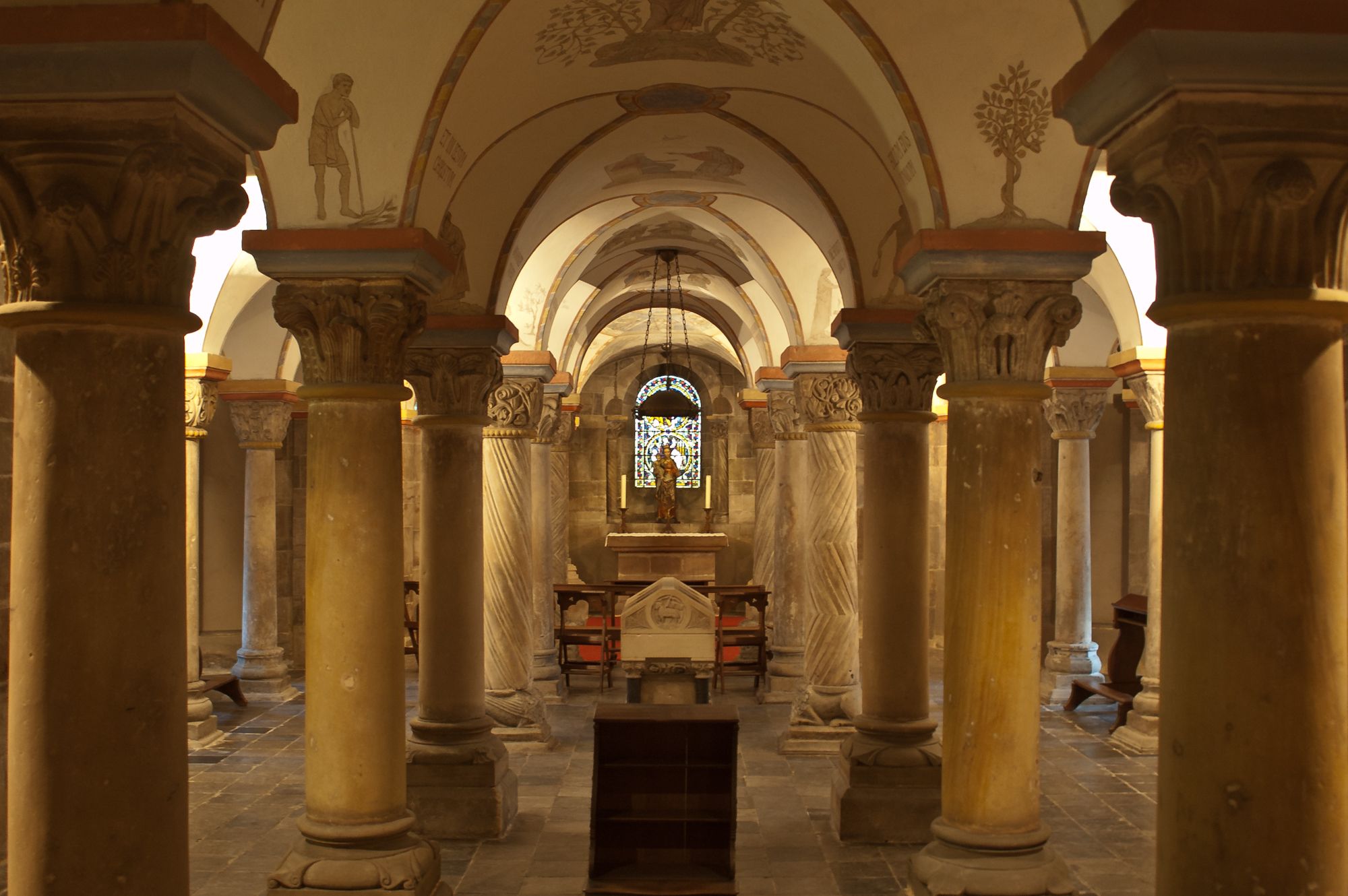
Overzicht crypte
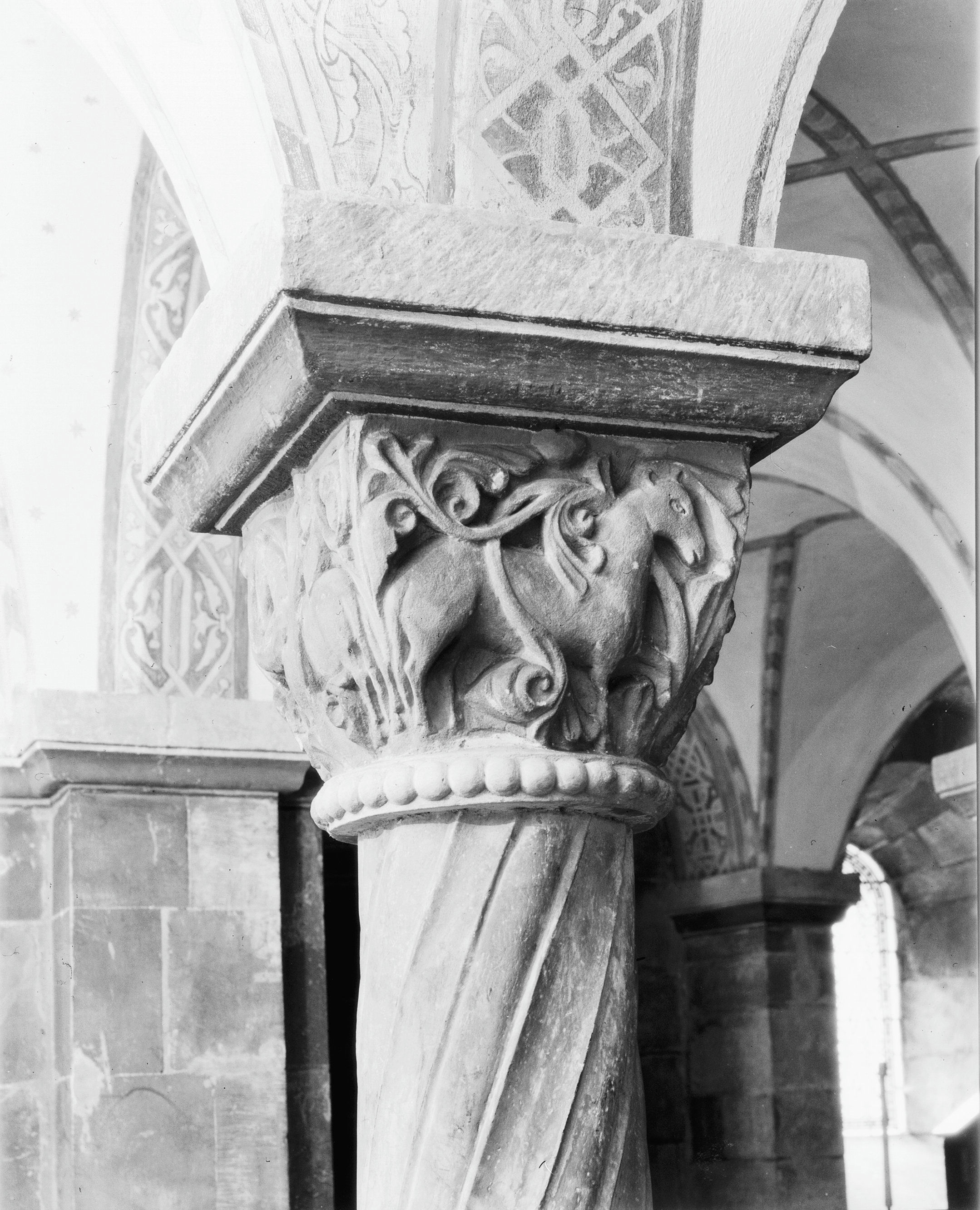
Kapiteel in de crypte
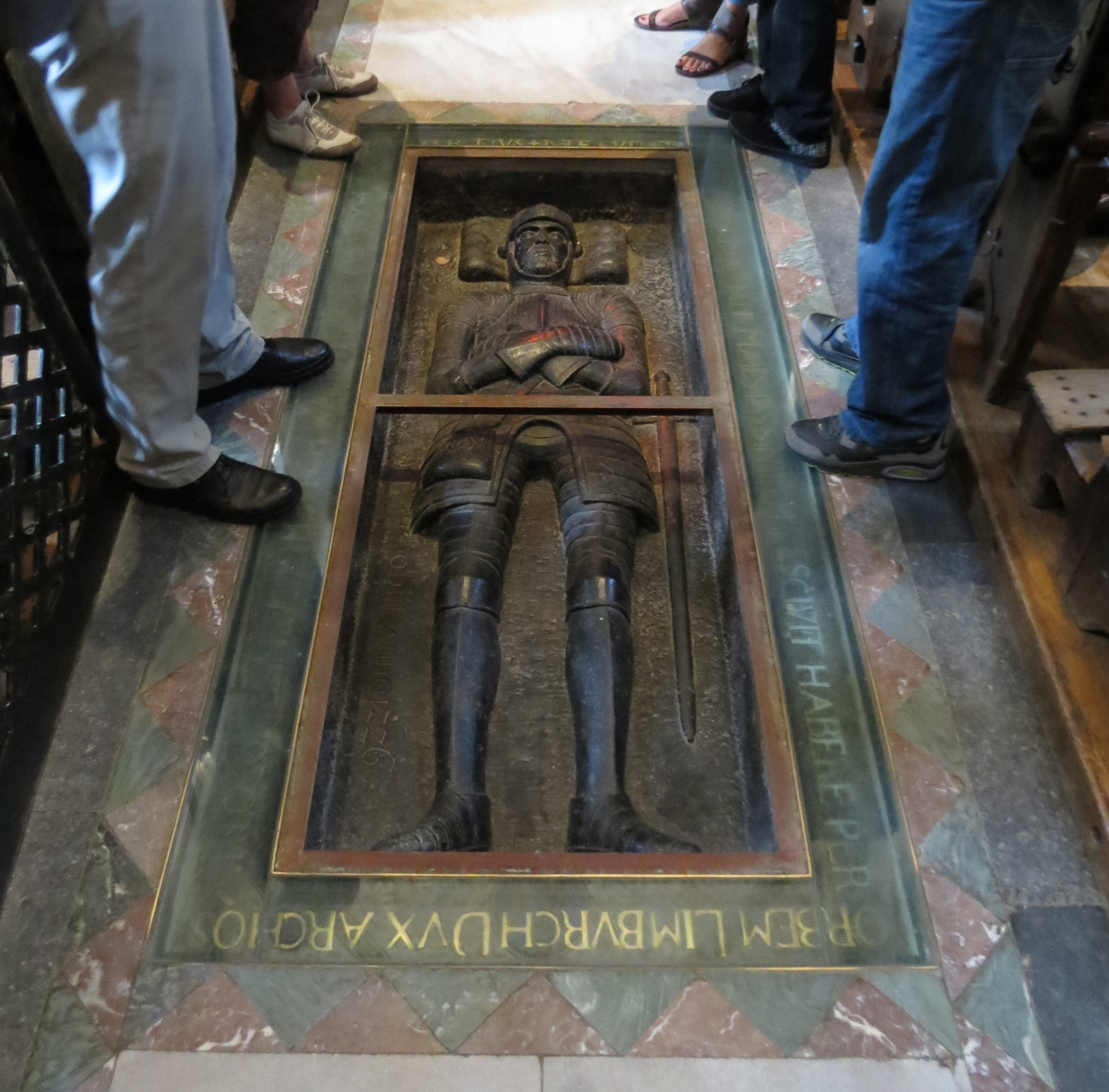
Grafmonument Walram III
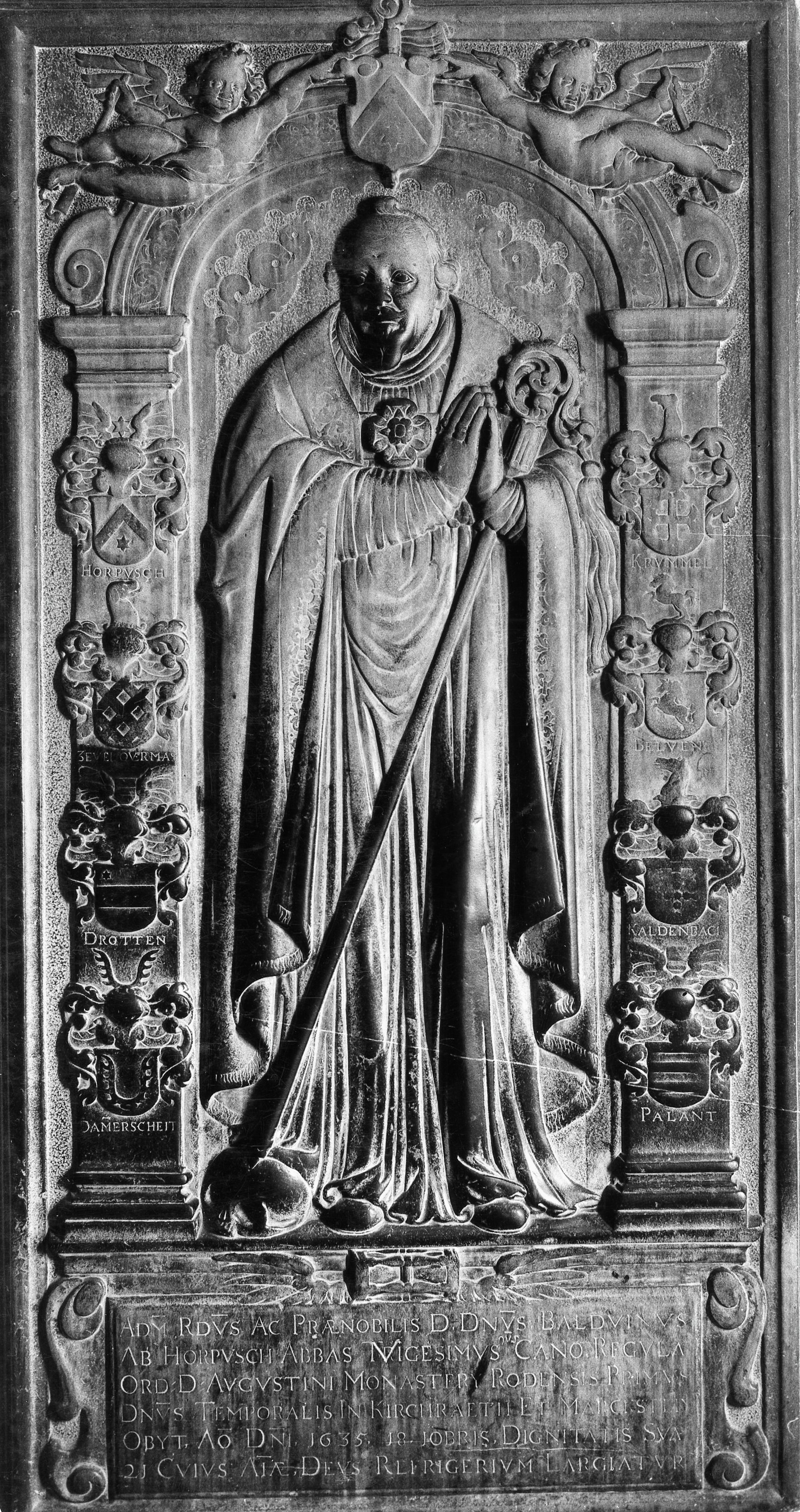
Grafzerk abt Korpusch

### Orgel
De oudste vermelding van een orgel in de abdijkerk van Rolduc dateert uit 1627 toen ene Schaede, een Duitse orgelbouwer, een tweemanuaals orgel plaatste. Dit orgel werd in 1750 door Heiliger gewijzigd en moest in 1834 plaats maken voor een nieuw orgel, gebouwd door Korfmacher. Dit laatste instrument werd in 1843 verkocht aan het seminarie te Sint-Truiden, dat na de Belgische Revolutie de opvolger was van het seminarie van Rolduc in het bisdom Luik. De gebroeders Müller uit Reifferscheid plaatsten vervolgens in 1853 een nieuw tweemanuaals orgel, dat in 1932 moest wijken voor het huidige driemanuaals orgel, gebouwd door Klais uit Bonn. Dit instrument valt op vanwege de afwezigheid van grondstemmen en de ruim aanwezige vulstemmen en tongwerken. In 1987 plaatsten de gebroeders Vermeulen uit Weert een klein tweemanuaals koororgel in de kerk. Het hoofdorgel werd in 1996 door dezelfde firma gerestaureerd.